# Complesso monumentale Bahoutdin

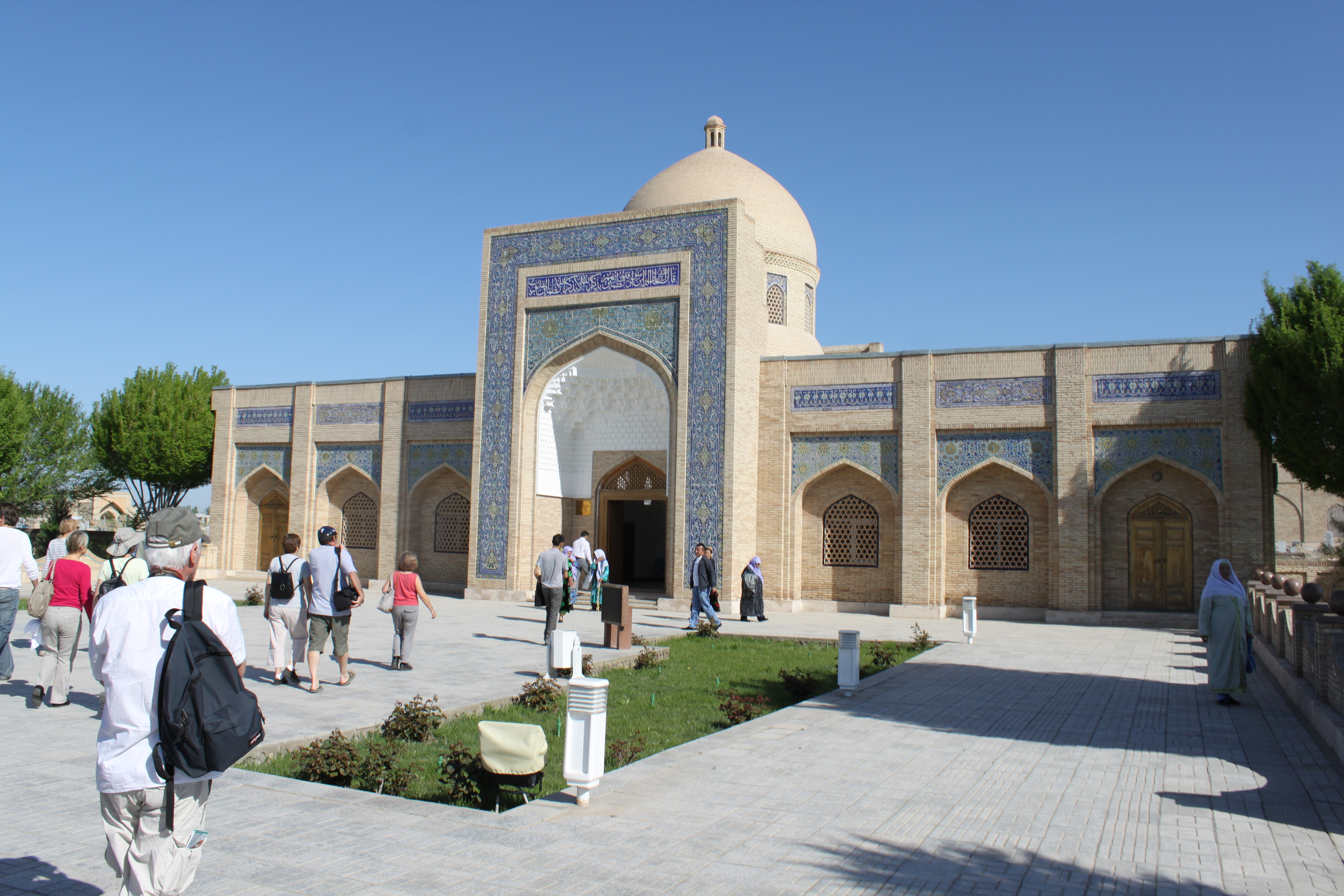
Mausoleo di Bahaouddin Naqshbandi

Il complesso architettonico di Bahoutdin è un complesso che si trova nella periferia di Bukhara, in Uzbekistan . Shaykh Baha-ud-Din o Bohoutdin fu il fondatore dell'ordine Naqshbandi ed era considerato il patrono spirituale dei governatori di Bukhara; morì nel 1389. Ecco perché la sua necropoli, eretta successivamente presso la sua tomba, è sempre stata e rimane la più stimata dell'Uzbekistan e la sua fama ha raggiunto altri paesi islamici. L'antica toponomastica di questo insediamento è conosciuta con il nome di Kasri Arifon.
Il complesso architettonico è costituito da più costruzioni non contemporanee:
1. La più antica è la dahma (lapide) di Shaykh Baha-ud-Din Naqshband, perimetrata da blocchi di marmo e racchiusa sopra un reticolo di marmo traforato. La tomba di Shaykh Baha-ud-Din si trova sulla piattaforma superiore, con la lapide in marmo e la stele. Un piccolo khauz (bacino d’acqua) si trova a nord, anch'esso perimetrato dal marmo.
2. Nel complesso, si trova una moschea chiamata Khakim Kushbegi, con la trabeazione piatta, sostenuta da due colonne e formata da sei quadri dipinti. A sud si trova un ayvan con cinque colonne e lo stesso numero di quadri dipinti. A nord si trova un altro ayvan, anch'esso con cinque colonne di legno, soffitto a travi e vassa.
4.  La moschea di Muzaffarkhan è un'altra componente del complesso, con pareti in mattoni. Il soffitto a travi piatte è sorretto da colonne di legno e da ayvan sulle quattro colonne con cinque vari plafond dipinti.
5. Nella parte settentrionale della moschea si trova il piccolo minareto costruito in mattoni cotti con lanterne da otto torri ad arco.
6. Il complesso ha anche una piccola madrasa.
7.  Nella parte nord-occidentale del cortile si trova il khonaq di Abdul-Lazizkhan si trova costruito secondo il metodo classico, utilizzando la pianta quadrata. L'ingresso al complesso avveniva da due porte, chiamate Toki-mionka, a forma di piccola cupola ad arco, e Khodja Dilyavar. Di fronte alla facciata principale del khonaq si trova la necropoli di Dahman-Shahon (cimitero dei governatori). Si tratta di 6 sufa rettangolari con un'altezza fino a 2,5 m, con le pareti rivettate da blocchi di marmo. Inoltre, vi sono 2 pozzi e 2 khauz (vasche).

## Stato del patrimonio mondiale
Questo sito è patrimonio mondiale dell'UNESCO dal 18/01/08.